# Mironu, Suceava
Mironu este un sat în comuna Valea Moldovei din județul Suceava, Bucovina, România.

## Recensământul din 1930
Componența etnică a satului Mironu în 1930
     Români (66,3%)
     Evrei (1,2%)
     Altă etnie (32,5%)
Componența confesională a satului Mironu
     Ortodocși (98,8%)
     Mozaici (1,2%)
Conform recensământului efectuat în 1930, populația satului Mironu se ridica la 573 locuitori. Majoritatea locuitorilor erau români (66,3%), cu o minoritate de evrei (1,2%). Din punct de vedere confesional, majoritatea locuitorilor erau ortodocși (98,8%), dar existau și mozaici (1,2%).
 Acest articol despre o localitate din județul Suceava este deocamdată un ciot. Puteți ajuta Wikipedia prin completarea lui.